# Leopoldów (województwo łódzkie)
Leopoldów – wieś w Polsce położona w województwie łódzkim, w powiecie rawskim, w gminie Rawa Mazowiecka. W lesie rawskim (sąsiadującym z Leopoldowem) znajduje się pomnik przyrody- Cztery Dęby
W latach 1975–1998 miejscowość administracyjnie należała do województwa skierniewickiego.